# Церковь Святого Апостола Иоанна (Санкт-Петербург)
Церковь Святого Иоанна (Яаникирик, эст. Peterburi Jaani kirik) — кирха евангелическо-лютеранского вероисповедания, эстонско-немецкого прихода. В настоящее время действующий приход Церкви Ингрии.

## История
Лютеранская община была создана в 1731 году в здании Первого кадетского корпуса.
В 1834 году община была названа во имя архистратига Михаила.
В 1841 году император Николай I приказал перевести церковь в частное
здание, однако повелел выплачивать приходу средства из казны на наём. Тогда
же состоялось разделение единой общины на немецкую и эстонскую.
Формально эстонский приход был организован в мае 1842 года, на казённые
деньги члены прихода снимали дом для собраний.
Церковное здание на Офицерской улице было заложено 24 июня 1859 года, на 800 мест (проект — архитектор Г. А. Боссе, строительство — архитектор К. К. Циглер фон Шафгаузен), освящено 27 ноября 1860 года. Здание было построено в псевдороманском стиле. Церковь имела большую шатровую колокольню. Для строительства была выделена значительна сумма из казны, остальное собрали сами прихожане, наибольшую активность среди которых проявляли барон Е. Ф. Мейендорф и лейб-медик Шольц. Всего расходы на здание составили 65 тысяч рублей серебром.
К приходу также относился ряд филиальных домовых церквей, в том числе при тюрьмах. При приходе функционировали церковная школа, богадельня и приют для сирот.

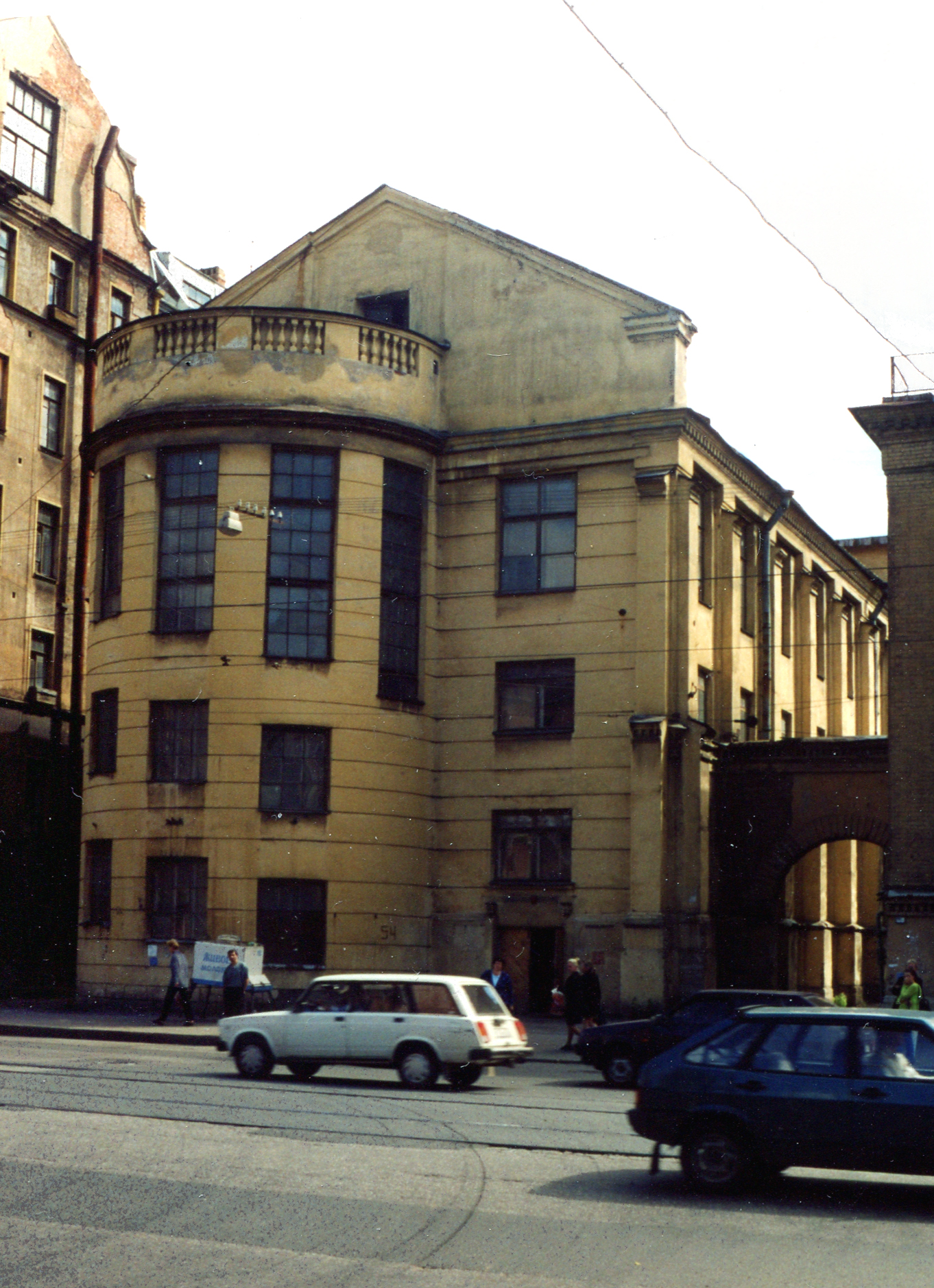
Перестроенное здание церкви, фото 2006 года

В 1930 году церковь была закрыта. Затем здание было перестроено в конструктивистском стиле, колокольня снесена, к главному фасаду пристроена лестница, внутри были сделаны перекрытия между этажами. Фасад был оштукатурен. Внутри здания расположился клуб.
В 1993 году в Санкт-Петербурге была зарегистрирована эстонская лютеранская община, которой 29 мая 1997 года было передано здание. С 25 ноября 2000 года здесь проходят регулярные молитвенные собрания и богослужения на эстонском языке. Приход входит в Церковь Ингрии. С 2020 года начали проходить регулярные богослужения также и на русском языке.
В 2009 году начата реставрация церкви, были восстановлены колокольня и фасад, которому вернули его исторический облик. Деньги — 3,1 млн крон (около 200 тысяч евро) — выделил бюджет Министерства культуры Эстонии.
20 февраля 2011 года, после завершения реставрационных работ состоялось открытие и освящение церкви Святого Иоанна. В церемонии принял участие президент Эстонии Тоомас Ильвес.

## Пасторы, служившие в приходе
- Георг Эрнст Райнфельдт (1834—1849)
- Корнелиус Лааланд (1849—1877)
- Конрад Раймунд Фрейфельд (1877—1880)
- Якоб Хурт (1880—1901)
- Яак Валк (1901—1902)
- Рудольф Готтфрид Каллас (1901—1913)
- Якоб Кукк (1902—1904)
- Иоанн Адамсон (1906—1914)
- Адальберт Класапп ?
- Фридрих Штокхольм (1914—1918)

## См.также
- Эстонцы в Санкт-Петербурге